# 黄继甫
黄继甫（1923年—2014年9月13日），四川江油人，中华人民共和国军事将领。
1935年参加中国工农红军，参加长征。1938年加入中国共产党。抗日战争时期，担任营政治教导员，参加了百团大战、成安战役。第二次国共内战期间，担任第十七师政治部主任，参加了榆林战役、青化砭战役、羊马河战役、蟠龙战役、西安战役、兰州战役等。中华人民共和国成立后，历任解放军空军学院政治部主任等职。1955年，授予上校军衔，1960年，晋升为大校，曾荣获三级八一勋章、三级独立自由勋章、二级解放勋章和二级红星功勋荣誉章。2014年，在北京去世。